# Santa Cristina de Lena

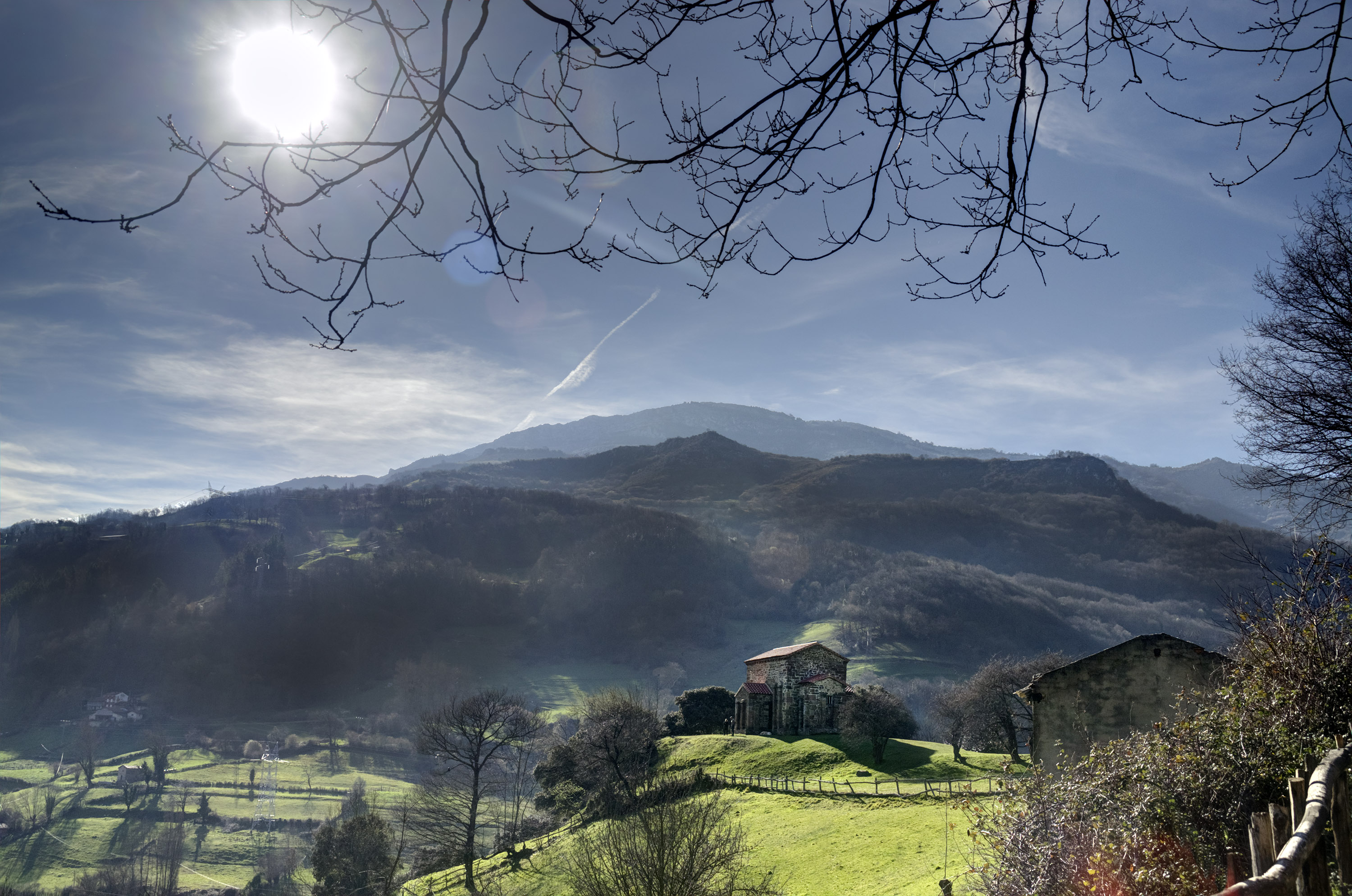
Kirche Santa Cristina de Lena von Osten

Santa Cristina de Lena ist eine vorromanische Kirche in Lena, einer Gemeinde in der autonomen Gemeinschaft Asturien im Nordwesten Spaniens. Die Kirche ist Christina von Bolsena geweiht, einer Märtyrerin, die nach der Legende im 3. Jahrhundert in der italienischen Stadt Bolsena gelebt und als junges Mädchen für ihren Glauben gestorben sein soll. Ursprünglicher Patron der Kirche war vermutlich der heilige Torquatus von Acci. Die Kirche gehört zum UNESCO-Welterbe und gilt als eine der bedeutendsten, heute noch erhaltenen Kirchen des Asturischen Stils.

## Lage
Die Kirche liegt in der Nähe des Dorfes Vega del Rey, hoch über dem Fluss Lena, 36 Kilometer südlich von Oviedo. Durch das Tal der Lena verläuft die historisch bedeutende Passstraße über das Kantabrische Gebirge, eine ehemalige Römerstraße, die León mit Oviedo und der Küste verband. Diese Trasse wird heute von der Autobahn 66, der Landstraße AS 242 und der Bahnstrecke León–Gijón genutzt.

## Geschichte

Grundriss (geostet)

Die Fundamente der Kirche stammen vielleicht noch aus dem 7. Jahrhundert, aus westgotischer Zeit. Das aufgehende Mauerwerk wird der Regierungszeit des asturischen Königs Ramiro I. (842–850) oder seines Nachfolgers Ordoño I. (850–866) zugeordnet. Schriftliche Zeugnisse, die einen Anhaltspunkt geben könnten, wann die Kirche errichtet wurde, gibt es nicht. Die Kirche war vermutlich Teil einer Palastanlage – ähnlich der des Monte Naranco bei Oviedo (wo noch die ehemalige Aula regia, die spätere Kirche Santa María del Naranco, und die Palastkapelle San Miguel de Lillo erhalten sind) – worauf der Flurname Palacio (Palast) hindeutet.

## Rezeption und Wiederherstellung
Am 28. November 1793 besuchte Gaspar Melchor de Jovellanos (1744–1811) die Kirche und zeichnete sie. Mit der Veröffentlichung dieser Abbildungen wurde sie für die Kunstgeschichte und das allgemeine öffentliche Bewusstsein wieder greifbar.
1887 wurde die Instandsetzung durch den Architekten Ricardo Velázquez Bosco (1843–1923) begonnen. Der bauliche Zustand muss damals bedenklich gewesen sein. Ihm standen dafür 15.335 Peseten zur Verfügung. 1919 wurde die Kirche ein weiteres Mal restauriert. Im Asturischen Bergarbeiterstreik von 1934 soll das Gebäude beschädigt worden sein. Kleinere Sanierungs- und Restaurierungsarbeiten wurden in den 1950er Jahren vorgenommen, insbesondere der Boden rund um das Gebäude abgesenkt, um zu verhindern, dass weiter Wasser eindrang. 2012 wurden Dach und Fenster saniert.

## Architektur

### Außenbau
Das Gebäude ist aus unregelmäßigen Bruchsteinen, die mit Mörtel zusammengefügt sind, errichtet. Nur für die Ecken wurden große Quadersteine verwendet. Die Außenmauern werden durch 32 Strebepfeiler verstärkt. Der Grundriss entspricht einem Rechteck, an das sich außen auf allen vier Seiten quadratische, eingewölbte Räume anschließen. Der westliche Anbau dient als Eingangshalle, der Anbau im Osten als Apsis.

### Innenraum

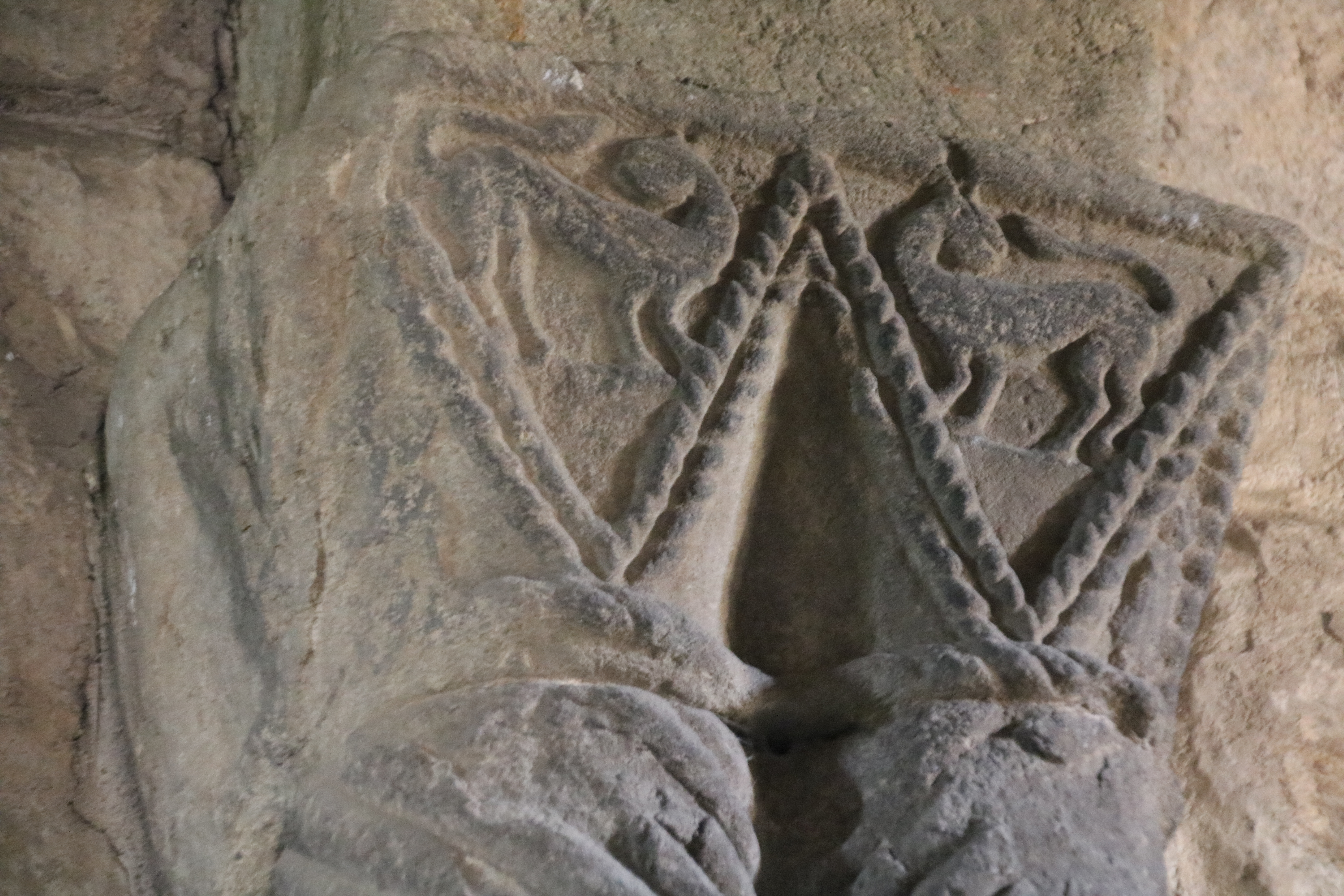
Pyramidenstumpfkapitelle

Die Kirche Santa Cristina de Lena ist, im Gegensatz zu den meistens dreischiffigen präromanischen Kirchen Asturiens, einschiffig und besitzt statt der drei Apsiden nur eine Apsis. Das Tonnengewölbe spannt sich über das gesamte Kirchenschiff, das Gewölbe der Apsis liegt auf Blendarkaden an der Nord- und Südwand auf. Blendarkaden verlaufen auch an den Längswänden des Schiffes. Sie tragen die fünf Joche des von Gurtbögen unterfangenen Tonnengewölbes und stützen sich auf Halbsäulen mit Pyramidenstumpfkapitellen. Über der Apsis befindet sich eine Cámara oculta, über der westlichen Vorhalle eine Empore, die auch als Königsempore gedeutet wird.
Die Gestaltung des Innenraumes weist große Ähnlichkeit mit dem zur Kirche Santa María del Naranco umgebauten Belvedere des Palastes von Ramiro I. auf dem Monte Naranco in Oviedo auf. Auch in der Kirche Santa Cristina de Lena schmücken – wenn auch in schlichterer Form – die Bogenzwickel der Blendarkaden Medaillons, sogenannte Clipeus, auf denen Löwen dargestellt sind. Von den Lisenen ist nur eine erhalten, auf der ein Reiter mit Lanze zu erkennen ist.

#### Altarraum

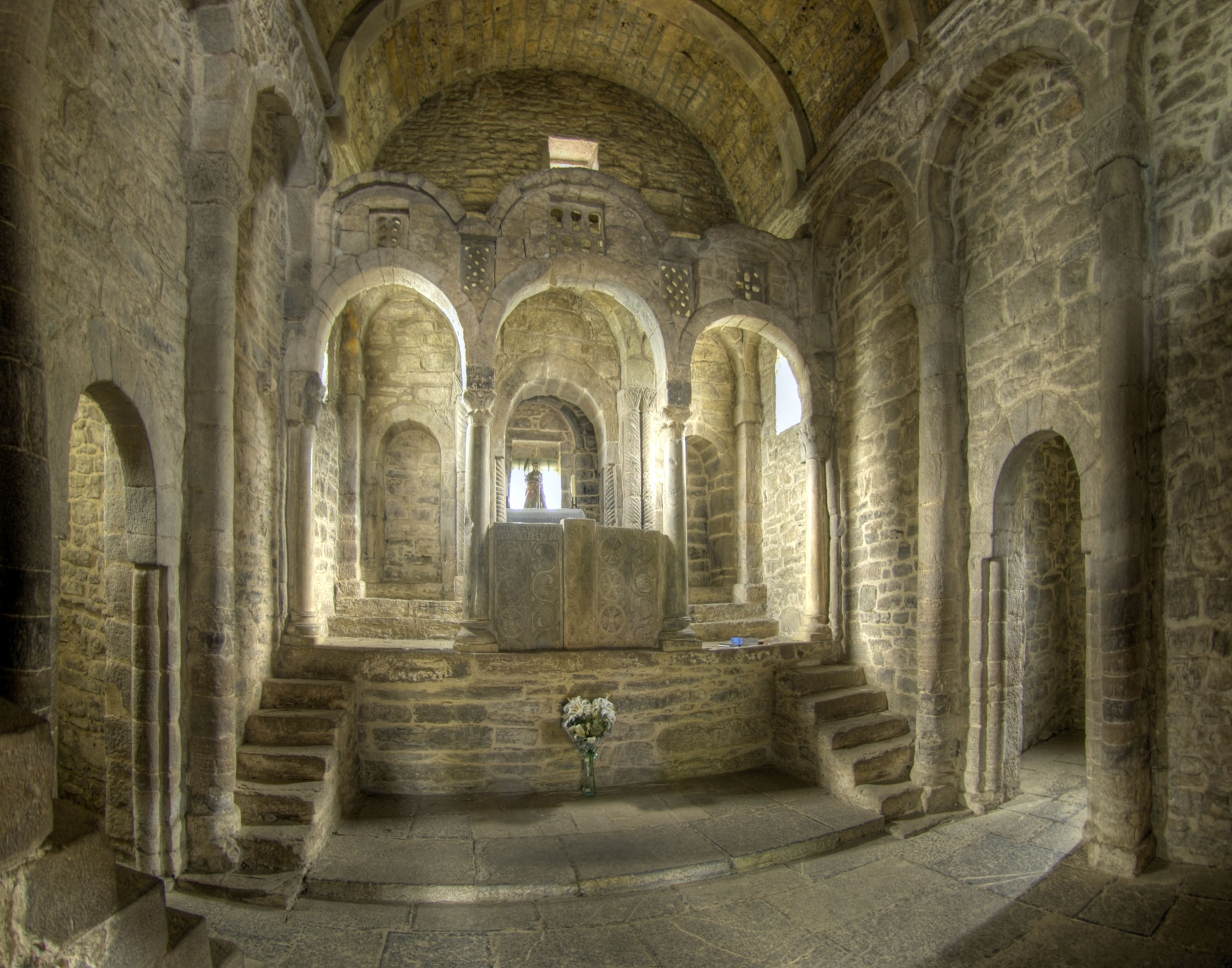
Blick vom Kirchenschiff zum Altarraum

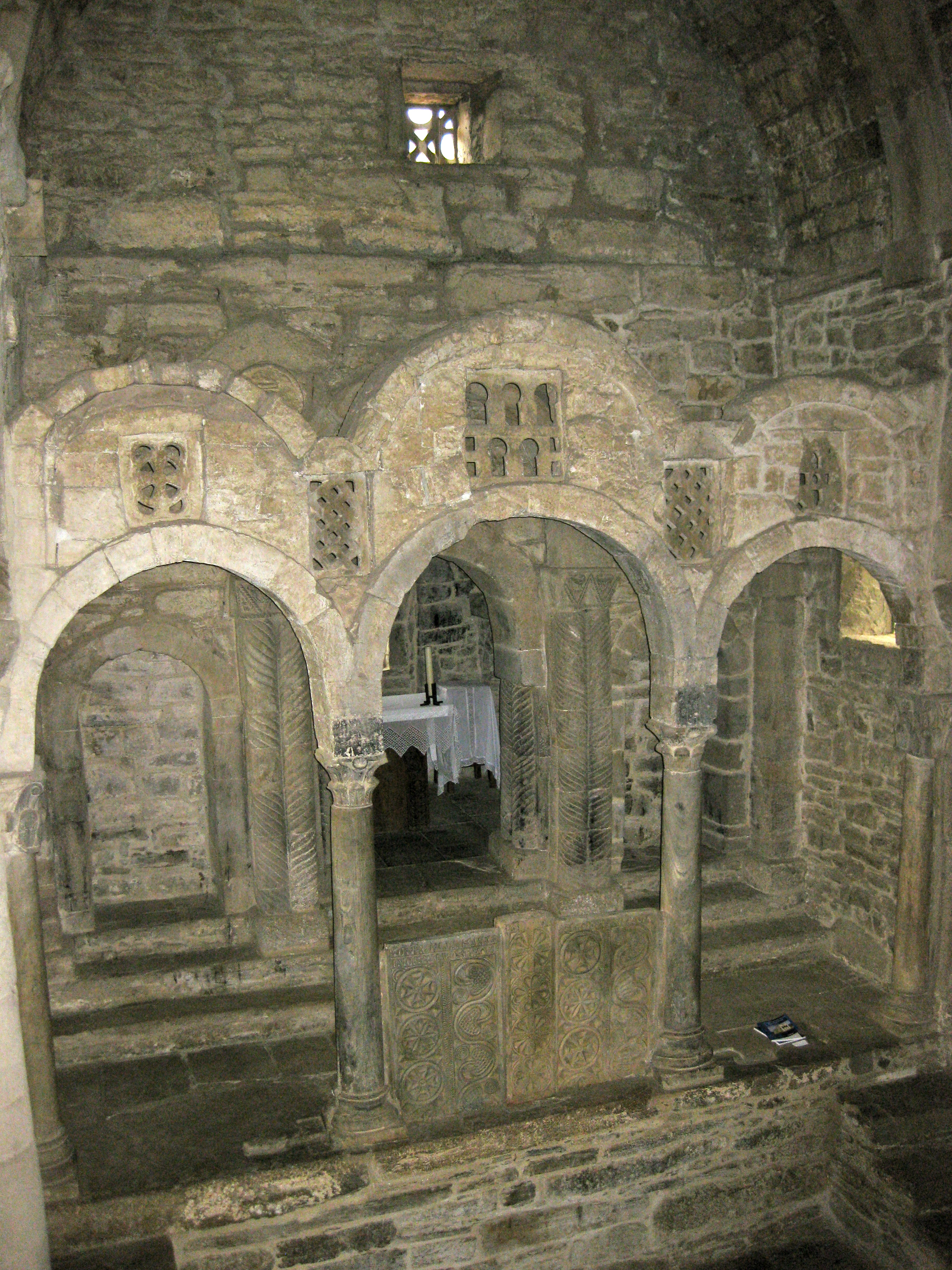
Arkaden mit Transennen

Der Raum unter dem östlichsten, vor der Apsis gelegenen Joch des Schiffes liegt fast einen Meter erhöht und ist über seitliche Treppenaufgänge zu erreichen. Es ist vom restlichen Schiff durch eine dreifache Arkade mit zwei übereinanderliegenden Reihen von Rundbögen getrennt, die von Marmorsäulen mit korinthischen Kapitellen getragen werden. Die beiden äußeren Arkadenbögen dienen als Durchgang zum Altarraum. Die ganze Schrankenanlage diente dazu, den Altarraum, auch als Presbyterium bezeichnet, vom Bereich der Laien abzutrennen. Dies entsprach der bis ins 11. Jahrhundert in Spanien gebräuchlichen hispanischen Liturgie und hatte eine den Ikonostasen orthodoxer Kirchen vergleichbare Funktion. Zusätzlich konnte der Chor durch Vorhänge an den Arkadenbögen verhüllt werden.
Die Wandfläche zwischen der ersten und der darüber liegenden zweiten Bogenreihe wird von fünf Transennen durchbrochen, bei denen es sich um wiederverwendete Marmorplatten aus der Westgotenzeit handelt. Je eine davon befindet sich in jedem Scheitel eines Bogens, je eine weitere über den beiden mittleren Säulen. In die mittlere Transenne sind fünf kleine Hufeisenbögen eingeschnitten. Eine der Transennen ist aus einem Grabstein von 643 gearbeitet.

#### Chorschranke

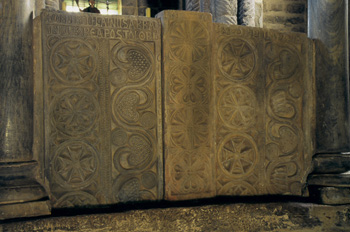
Chorschranke

Der mittlere Arkadenbogen überspannt eine halbhohe Steinschranke, die zwischen dem späten 7. und dem frühen 9. Jahrhundert geschaffen wurde. Sehr wahrscheinlich war sie ursprünglich nicht für die Kirche Santa Cristina de Lena bestimmt, sondern wurde wiederverwendet. Sie besteht aus zwei Platten und einem mittleren, etwas höheren Pfeiler. Platten und Pfeiler sind aus Marmor gearbeitet und mit Reliefs von Kreisen, Rosetten, Weinranken und Reben verziert. An den oberen Rändern sind unvollständig erhaltene Inschriften eingemeißelt, was darauf schließen lässt, dass für die Herstellung der Schranke ältere Inschriftentafeln benutzt wurden.

## Schutzstatus
Die Kirche wurde 1885 als Bien de Interés Cultural unter Denkmalschutz gestellt.
1985 wurde Santa Cristina de Lena zusammen mit San Miguel de Lillo und Santa María del Naranco als Monumentos de Oviedo y del Reino de Asturias (Monumente von Oviedo und des Königreiches Asturien) in die Liste der UNESCO-Kulturdenkmäler aufgenommen, die 1998 um die Kirche San Julián de los Prados, die Cámara Santa der Kathedrale San Salvador von Oviedo und das Brunnenhaus La Foncalada in Oviedo erweitert wurde.
Die Autonome Gemeinschaft Asturien beschloss 2009 Umgebungsschutz für die Kirche.